# Dress You Up
A Dress You Up című dal Madonna amerikai énekesnő 1985. július 24-én megjelent utolsó kimásolt kislemeze a Like a Virgin című stúdióalbumáról. A dalt a Sire Records jelentette meg, melyet Andrea LaRusso és Peggy Stanziale írtak. Madonna szorgalmazta, hogy a dal szerepeljen a lemezen, mivel különösen tetszett neki a dalszöveg. Zenei szempontból a dal egy dobütemes táncdal, melyet hangszeres kíséret, gitár és kórus ének követ. A gitárszólót Nile Rodgers játssza, aki a producere is volt a dalnak. A dalszövegek kiterjesztett metaforája a divatnak, a vágynak, mely összehasonlítja az öltözködést a szenvedéllyel. A dalhoz készült videoklip a The Virgin Tour élő előadásából származik. Önálló klipet nem forgattak a dalhoz, ez a hivatalos kiadás.
A kritikusok pozitívan reagáltak a dal dance-pop jellegére. A "Dress You Up" Madonna 6. egymást követő Top 5. slágere lett az Egyesült Államokban. Emellett Ausztráliában, Belgiumban, Kanadában, Írországban, Új-Zélandon és az Egyesült Királyságban volt Top 10-es helyezett. A dal a szexuális dalszövege miatt felkerült a Szülői Erőforrás központjának "mocskos" 15. listájára a szexuális szöveg miatt. A dalt számos művész előadta, és feldolgozta.

## Előzmények

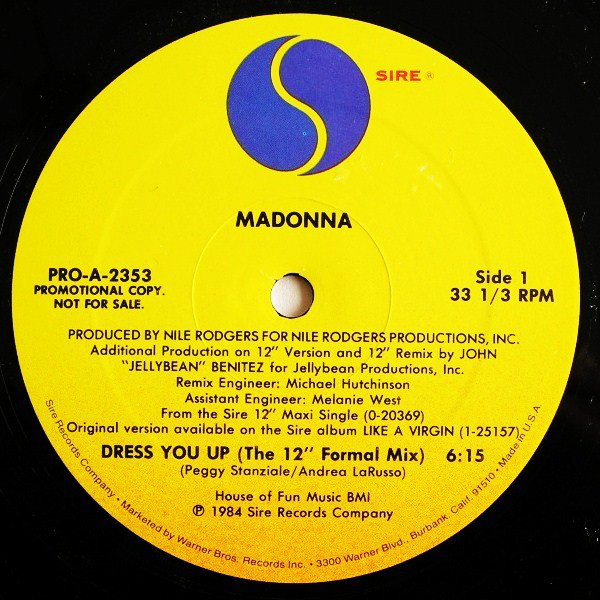
A "Dress You Up" promóciós amerikai maxi lemeze

A "Dress You Up" volt az utolsó kimásolt kislemez a Like a Virgin című második stúdióalbumról. Nile Rodgers producer kezdetben arra kérte Andrea LaRusso és Peggy Stanziale dalszerzőket, hogy írjanak egy dalt Madonnának a Rodgers együttesének a Chic-nek stílusában. A dalírás azonban időbe telt, mivel mind LaRusso mind Stanziale elfoglalt volt más projektekkel. A dalszöveg benyújtásakor Rodgers elutasította azt, mivel nem volt idő dallamot komponálni, és azt felvenni az albumra. Azonban Madonnának tetszett a dalszöveg, és rábeszélte Rodgers-t, hogy tegyék fel a "Like a Virgin" című stúdióalbumra. Nagy-Britanniában a dalt korlátozott kiadású lemezen jelentették meg, mely csillag alakú volt, ezzel is igazodva a karácsonyi megjelenés dátumához. A dal nem került fel a The Immaculate Collection című válogatás albumra, és a dalhoz sem készült önálló videoklip, azt a The Virgin Tour élő fellépéséből vágták össze, melyet Detroitban vettek fel.

## Összetétel
A "Dress You Up" egy jellegzetes dobgéppel készített táncdal, mely két akkordos verse-ből áll. A kórus mellett énekhangok, és gitárszóló hallatszik, melyet Rodgers játszik. A dal 136 BPM / perc ütemből áll. Madonna énekhangja az alacsony B ♭ 3-tól az F ♯ 5 magas hangig terjed. A dal alapvető sorrendje a Cm – B ♭ –G7 a versekben, és A ♭ –B ♭ –Cm – Cm / G a kórusban hallatszik, az akkor előrehaladtával.

## Kritikák
Nancy Erlick a Billboard-tól azt írta a dalról, hogy olyan, mint Madonna. Karakteres, nagyon ingerlékeny, de szívesen kedvel.  Alex Henderson az AllMusic-tól megjegyezte, hogy Rodger ajándéka a karcsú, csábító zenében olyan drágakő, mint a "Dress You Up". Stephen Thomas Erlewine a dalt egy kiváló standard kiadású tánc-pop dalnak írta le. Santiago Fouz-Hérnández és Freya Jarman Iven a Madonna Drowned Worlds: New Approaches To Her Cultural Transformations  című könyvében úgy fogalmaznak, hogy Madonna egy "szex-cica" hangzását kelti a dalban. Sal Cinquemani a dalt ellenállhatatlannak tartotta. William McCen a Rock and Roll is here to stay szerzője a "Dress You Up" című dalt egy kitartóan átölelő dalnak tartotta. Debby Miller a Rolling Stone-ból azt mondta, hogy a kislányos hang ellenére van ambíció, amely túláramlik, és több mint a legújabb Betty Boop. A dal 1995-ös meghallgatása során Dave Karger (Entertainment Weekly) megjegyezte, hogy a dal ismétlődőnek hangzik, és éretlen.  Jim Farben úgy fogalmazott, hogy a dal meghaladja a dinasztia korszakát.
A The Immaculate Collection hallgatása közben Alfred Soto a Stylus magazintól így kommentálta a dal: "A Like a Virgin, és a Top 5-ös dalok a "Dress You Up" és az Angel hiányoznak a lemezről. A két nagy sláger behatárolásakor Madonna eltökélt, és felszínes volt, mely megzavarta a filiszteusokat, és sokkal nehezebbé tette zenei képességének felbecsülését, mint amennyire a kritikusok felbecsülték, és Cyndi Laupert mint igazi sarlatánt elbocsássák. 2003-ban a Q magazin arra kérte a Madonna rajongókat, hogy szavazzanak a legjobb 20 Madonna dal kapcsán. A dal a 8. helyezett lett. 1986-ban az MTV Video Díjkiosztón a dalt a legjobb koreográfia kategóriában jelölték, de végül nem nyert, és Prince and the Revolution "Raspberry Beret" című dala volt a befutó.

## Sikerek
A "Dress You Up" a Billboard Hot 100-as lista 36. helyen debütált 1985. augusztus 17-én.  A dal hét hét után elérte az 5. helyet, és Madonna hatodik egymást követő TOP 5-ös slágere lett. A dal szintén felkerült az Adult Contemporary listára, ahol a 34. volt. A Hot Dance Club listán a 3., míg az R&B / Hip-Hop Singles listán a 64. helyre sikerült csak jutnia.  Az 1985-ös összesített év végi listán a 98. helyezett volt a dal, és Madonna lett az év pop művésze.  Kanadában a dal a 90. helyen debütált az RPM listán 1985. augusztus 24-én. A dal összesen 20 hétig volt helyezett, és hat hét elteltével a 10. helyre került.
Az Egyesült Királyságban a "Dress You Up" 1985. december 12-én jelent meg, és a 12. helyre került a kislemezlistán. A listán 13 hétig volt jelen, és csúcspontja az 5. helyen állt meg. A dalt a Brit Hanglemezgyártók Szövetsége (BPI) az eladott 200.000 példányszám alapján ezüst díjjal jutalmazta. A Hivatalos adatok szerint a kislemezből 210.000 példányt értékesítettek. A dal Ausztráliában az 5. helyezett volt 1985 októberében. Ezzel a 6. Top 10 slágere volt az országban. A dal Top 20-as volt Belgiumban, Franciaországban, Írországban, Hollandiában, Új-Zélandon, Spanyolországban, Svájcban és az Eurochart Hot 100-as listán.

## Élő előadások
1984. május 16-án Madonna előadta a dalt Keith Haring művész születésnapi partiján, amelyre a New York-i Paradise Garage-ban került sor. A művész által személyesen festett bőrkabátot viselt. Ezt követően négy világturnéján adta elő. Először 1985-ben a The Virgin Tour turnén, majd 1987-ben a Who's That Girl World Tour-on, 2009-ben a Sticky & Sweet Tour részeként, és 2015–2016-ban a Rebel Heart Tour keretein belül. A The Virgin Tour-on a "Dress You Up" volt a nyitódal a koncerten, ahol Madonna kék átlátszó mellényt viselt, felfedve fekete melltartóját, csipkés nadrágban, és keresztekkel a fülében, és a nyakában. A dal ritmusának kezdetekor Madonna egy lépcsőn pózol, és fokozatosan lépked le rajta, hogy elérje a mikrofont. Az előadás felkerült a Madonna Live: The Virgin Tour című VHS kiadványra is.

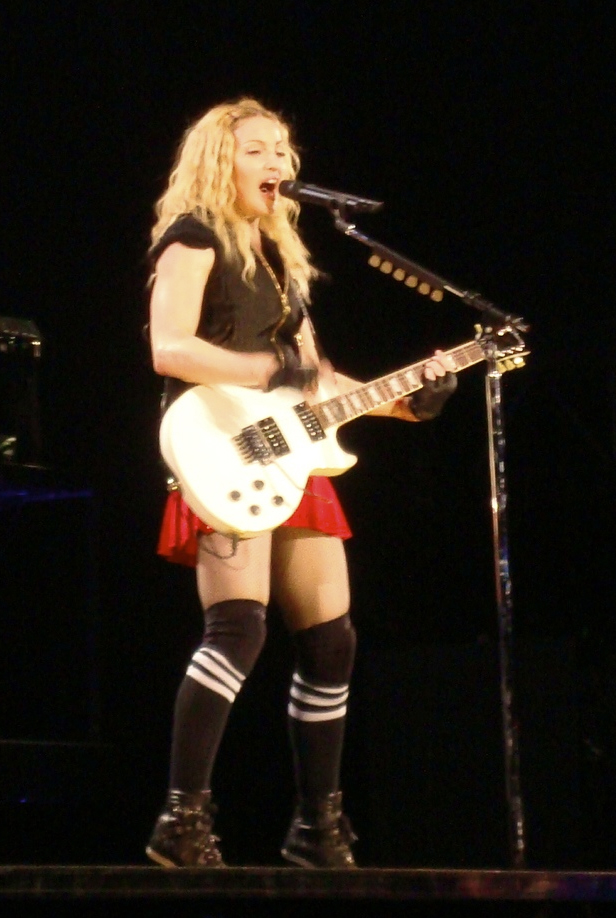
A "Dress You Up" előadása közben a Sticky & Sweet turnén

Az 1987-es Who’s That Girl World Tour-on Madonna egy medley-ben adta elő a Material Girl és a Like a Virgin című dalokkal együtt. A jelmezt amelyben fellépett Dame Edna Everage ihlette, mely mű gyümölcsökből , virágokkal, és tollakkal díszitett kalapból, ékszerekből, és egy fekete keretes szemüvegből, valamint fodros szoknyából, és egy karosszékből állt, melyet olyan tárgyak borítóttak, mint órák, babák, és hálók. Carol Clerk szerző szerint a ruha inkább nevetségesebb volt, mint humoros. A dalból két különböző felvétel létezik, mely a Who's That Gir: Live in Japan, melyet Tokióban vettek fel 1987. június 22-én, és egy másik felvétel a Torinoban forgatott felvétel, mely a Ciao Italia: Live in Italy című videón is szerepel. Ezt 1987. szeptember 4-én rögzítették.
A "Dress You Up" előadását a 2004-es Re-Invention World Tour-on úgy tervezték, hogy háttérzeneként lesz jelen, és Madonna eljátssza a dalt gitáron, azonban nehéz volt neki megtanulni a dal gitár akkordjait, és inkább a "Material Girl"-t választották. 2008-ban Madonna a dal első versszakát előadta a Sticky & Sweet Tour részeként, mely a közönség kívánsága volt. A dalt Chicagoban, Los Angelesben, Rio de Janeiroban, Torontóban, Velencében, és Bécsben is előadták. Madonna végül hozzáadta a "Dress You Up"-ot a Sticky & Sweet Tour 2009-es szakaszához, helyettesítve ezzel a "Borderline" rock változatát. A koncerteken volt egy "old-school" szegmens is, amikor Madona idézett a The Knack "My Sharona" és a Sex Pistols "God Save The Queen" című dalaiból.

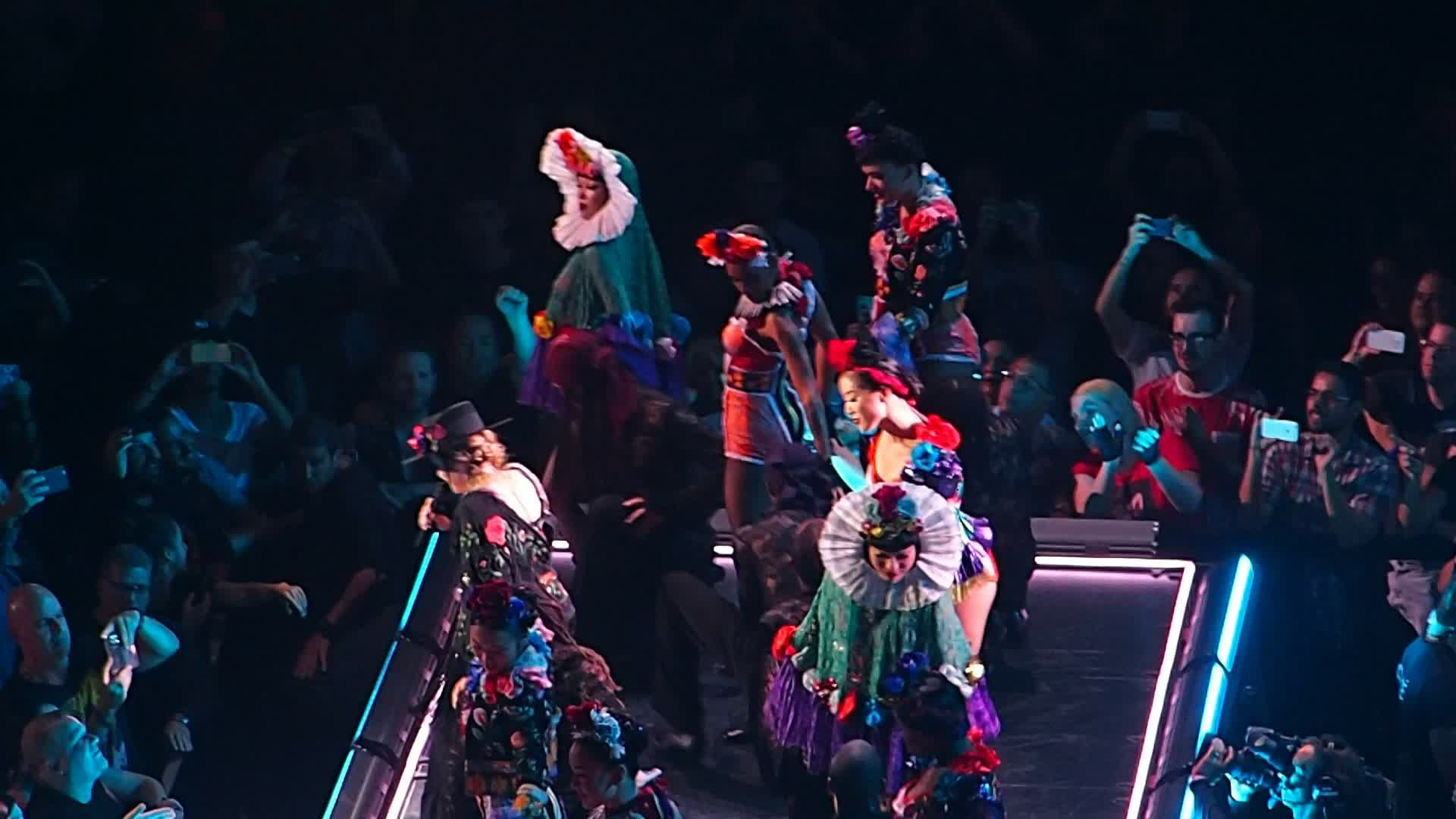
Előadás a Rebel Heart turnén (2015 Montreal)

2015. március 20-án Madonna vendég volt a The Ellen DeGeneres Showban, ahol a házigazdával közösen adták elő a dalt Madonna tizenharmadik stúdióalbuma, a Rebel Heart promóciója keretében. A dalt egy fürdőszobában adták elő, és egy széken ülve énekelték. DeGeneres egy túlméretezett napszemüvegben volt, és Madonnának egy cowboy kalapot nyomott a fejébe. Ugyanebben az évben a dal bekerült a Rebel Heart Tour-ba is, ahol az énekesnő egy flamenco stílusú egyveleg keretében adta elő a dalt az "Into the Groove" és "Lucky Star" című dalokkal együtt. Az énekesnő a fellépések során latin és cigány stílusú ruhákba öltözött, melyet Alessandro Michele tervezett, mely egy kendőből, flamenco kalapból, csipkéből, szoknyából, és testnadrágból állt.

## Hatása
1985-ben a dalszöveg szexuális tartalma miatt felkerült a Parents Music Resource Center (PMRC) "Piszkos 15" listájára. A központ alapítója Tipper Gore hallotta, hogy a lánya a dalt hallgatja, és úgy vélte, hogy a "Gonna dress you up in my love" dalszöveg sor a "vulgáris zene2 példája. A PMRC felszólította az Amerikai Hanglemezgyártók Szövetségét, hogy biztosítson fogyasztóbarát módszert a kiskorúak számára alkalmatlan felvételek azonosítására. A "Dress You Up" "S" besorolást kapott a szex és obszcenitásért a RIAA-tól. Gore így kommentálta a dalt: "Látszólag engedékeny, és materialista – és Madonna a legrosszabb". Bruce David Forbes és H. Mahan az amerikai vallásról és népkultúráról szóló könyvében azt ecsetelték, hogy Madonna a konzervatívok miatt teszi próbára az embereket, és idegesíti ezzel. Ha nem tetszik neki, ne hallgassa meg. A kampány sikeres volt, így a lemezeket a "Parental Advisory" címkével látták el.
1999-ben a "Dress You Up"-ot egy olyan együttes énekelte, melyben Alex Greenwald, Rashida Jones és Jason Thompson szerepelt a Gap "Everybody in Vests" TV reklámjában. A dal zenéjét a Dust Brothers készítette. Az Apollo Heights feldolgozása szerepelt a 2007-es Madonna tribute válogatás albumon, a Through the Wilderness címűn. A Zolof együttes és a Rock & Roll Destroyer együttes , és a Reel Big Fish feldolgozták a dalt saját 2007-es EP-re a Duet All Night Long címűre. Az Egyesült Királyság dance előadója Kelly Llorenna felvette a dal új változatát 2008-ban. A feldolgozást kislemezen is megjelentette 2009-ben. 2013-ban a dal szerepelt a Glee sorozat "Feud" című részében, ahol a dalt Elton John "The Bitch Is Back" című dalával keverték, és létrehoztak ezáltal egy mash-upot.

## Számlista
| - US 7" single 1. "Dress You Up" – 3:58 2. "Shoo-Bee-Doo" (LP Version) – 5:14 - US 12" single 1. "Dress You Up" (The 12" Formal Mix) – 6:15 2. "Dress You Up" (The Casual Instrumental Mix) – 4:36 3. "Shoo-Bee-Doo" (LP Version) – 5:14 - Japan CD single 1. "Dress You Up" (The 12" Formal Mix) – 6:15 2. "Shoo-Bee-Doo" – 5:14 3. "Ain't No Big Deal" – 4:17 4. "Dress You Up" (The Casual Instrumental Mix) – 4:36 | - UK 7" single 1. "Dress You Up" – 3:58 2. "I Know It" – 3:45 - UK 12" single 1. "Dress You Up" (The 12" Formal Mix) – 6:15 2. "Dress You Up" (The Casual Instrumental Mix) – 4:36 3. "I Know It" – 5:14 - Germany / UK CD Maxi Single (1995) 1. "Dress You Up" (The 12" Formal Mix) – 6:15 2. "Dress You Up" (The Casual Instrumental Mix) – 4:36 3. "Shoo-Bee-Doo" – 5:17 |

## Közreműködő személyzet
- Madonna  – ének
- Nile Rodgers  – producer , gitár
- Andrea LaRusso – író
- Peggy Stanziale – író
- Jimmy Bralower – dobprogramok
- Rob Sabino – basszusszintetizátor , akusztikus zongora
- Curtis King – háttérvokál
- Frank Simms – háttérvokál
- George Simms – háttérvokál

## Slágerlista
| Slágerlista (1985)                    | Legjobb helyezések |
| ------------------------------------- | ------------------ |
| Australia (Kent Music Report)         | 5                  |
| Belgium (Ultratop 50 Flanders)        | 5                  |
| Kanada Top Singles (RPM)              | 10                 |
| Europe (European Hot 100 Singles)     | 6                  |
| Franciaország (Single Top 100)        | 18                 |
| Németország (Media Control Charts)    | 20                 |
| Iceland (RÚV)                         | 8                  |
| Írország (IMRA)                       | 3                  |
| Hollandia (Top 40)                    | 5                  |
| Hollandia (Single Top 100)            | 7                  |
| Új-Zéland (Recorded Music NZ)         | 7                  |
| Spain (PROMUSICAE)                    | 11                 |
| Svájc (Schweizer Hitparade)           | 20                 |
| Egyesült Királyság (UK Singles Chart) | 5                  |
| US Billboard Hot 100                  | 5                  |
| US Adult Contemporary (Billboard)     | 32                 |
| US Hot Dance Club Songs (Billboard)   | 3                  |
| US Hot R&B/Hip-Hop Songs (Billboard)  | 64                 |

| Slágerlista (1985)              | Helyezések |
| ------------------------------- | ---------- |
| Australia (Kent Music Report)   | 76         |
| US Top Pop Singles (Billboard)  | 98         |
| US Dance Club Songs (Billboard) | 13         |

## Minősítések
| Ország                   | Minősítés | Eladás  |
| ------------------------ | --------- | ------- |
| Egyesült Királyság (BPI) | ezüst     | 210.000 |
| Japán (Oricon)           |           | 11.800  |